# 샤오핑궈
《샤오핑궈》(중국어 간체자: 小苹果, 병음: Xiǎopíngguǒ, 영어: Little Apple →작은 사과)는 중국의 2인조 그룹 콰이즈슝디(젓가락 형제)의 노래이다. 콰이즈슝디가 출연하는 영화 《노년해지맹룡과강》의 캠페인 송으로 인터넷에 공개됐다. 뮤직 비디오는 동영상 사이트에서 높은 조회수를 기록하고 있으며, 대한민국 가수 배슬기의 춤 동영상도 인기를 끌었다. 대한민국에서는 티아라가, 말레이시아에서는 AMOi-AMOi가 커버하였다.

## 김정은 조롱
유투브에서는 김정은을 풍자하는 동영상이 있다. 김정은이 항상 누구에게 맞거나 당하는 장면이 나올 때에 바로 중국의 작은사과 곡이 나온다.

## 영어
샤오핑궈 곡은 영어에서도 커버한 Shaun Gibson이 있다. 여기서는 Shaun Gibson이 중국의 삼장법사로 변장한 채로 나머지 손오공, 저팔계, 사오정 등이 등장한다.

## 중국 군가
중국 군가에서도 샤오핑궈 음으로 한 곡이 있다. 단, 가사만 틀릴 뿐 음정은 중국 샤오핑궈이다.